# مت اولری
متیو جوزف اولری (انگلیسی: Matthew Joseph O'Leary؛ زادۀ ۶ ژوئیه ۱۹۸۷) بازیگر آمریکایی است. او فعالیت حرفه‌ای خود را با فیلم تلویزیونی مامان با یک خون‌آشام قرار ملاقات گذاشت (۲۰۰۰) آغاز کرد و سپس در فیلم مهیج اختلاف داخلی (۲۰۰۱) در کنار جان تراولتا ظاهر شد. اولری با بازی در فیلم بچه‌های جاسوس ۲: جزیره رؤیاهای ازدست‌رفته (۲۰۰۳) در میان مخاطبان نوجوان شناخته‌شد‌ و در نیمه دوم دهۀ ۲۰۰۰ با ایفای نقش‌ در مستقل نئو-نوآر آجر (۲۰۰۵)، اکشن جان‌سخت ۴ (۲۰۰۷) و جنایی مجازات مرگ (۲۰۰۷) به شهرت رسید. در ۲۰۱۱، او برای بازی در فیلم تحسین‌شده انتخاب طبیعی مورد توجه قرار گرفت. 

## فیلم‌شناسی

### فیلم
| سال  | عنوان                                   | نقش                  | یادداشت |
| ---- | --------------------------------------- | -------------------- | ------- |
| ۲۰۰۱ | اختلاف داخلی                            | دنی موریسون          |         |
| ۲۰۰۱ | سرزمین مجازات                           | فنتون جوان           |         |
| ۲۰۰۲ | بچه‌های جاسوس ۲: جزیره رؤیاهای ازدست‌رفته | گری گیگلز            |         |
| ۲۰۰۳ | بچه‌های جاسوس ۳: بازی باخته              | گری گیگلز            |         |
| ۲۰۰۴ | آلامو                                   | پسری در فروشگاه      |         |
| ۲۰۰۵ | آجر                                     | مغز                  |         |
| ۲۰۰۵ | خرابی                                   | اریک                 |         |
| ۲۰۰۷ | جان‌سخت ۴                                | کلی ویلر             |         |
| ۲۰۰۷ | مجازات مرگ                              | جو دارلی             |         |
| ۲۰۰۸ | انقلاب                                  | مارک                 |         |
| ۲۰۰۸ | پسر آمریکایی                            | جیک                  |         |
| ۲۰۰۹ | انجمن خواهری                            | گرت بردلی            |         |
| ۲۰۰۹ | انی‌تاون                                 |                      |         |
| ۲۰۱۰ | روز مادر                                | جاناتان «جانی» کوفین |         |
| ۲۰۱۱ | انتخاب طبیعی                            | ریموند               |         |
| ۲۰۱۱ | سر وقت                                  | موزر                 |         |
| ۲۰۱۲ | بچه چاق بر جهان حکومت می‌کند             | مارکوس               |         |
| ۲۰۱۲ | بهشت                                    | وان                  |         |
| ۲۰۱۳ | رنجر تنها                               | اسکینی               |         |
| ۲۰۱۳ | ماجراهای دکه سمساری                     | لامار                |         |
| ۲۰۱۴ | والس دو بیتی                            | مکس                  |         |
| ۲۰۱۴ | مرور زمان                               | فین                  |         |
| ۲۰۱۵ | نیش‌زده                                  | پل                   |         |
| ۲۰۱۷ | بوکه                                    | رایلی                |         |
| ۲۰۱۸ | آسمان‌خراش                               | هکر                  |         |
| ۲۰۱۸ | به مارون خوش آمدید                      | ستوان بنز/کارل       |         |

### تلویزیون
| سال       | عنوان                                 | نقش       | یادداشت                           |
| --------- | ------------------------------------- | --------- | --------------------------------- |
| ۲۰۰۰      | مامان با یک خون‌آشام قرار ملاقات گذاشت | آدام هنسن | فیلم تلویزیونی                    |
| ۲۰۰۵      | نظم و قانون: قصد جنایی                | اتان گرت  | قسمت‌های: «سحرگاه بخش ۱ و ۲»       |
| ۲۰۰۸–۲۰۰۹ | سی‌اس‌آی                                | دن فوستر  | ۳ قسمت                            |
| ۲۰۱۱      | سینما وریته                           | کامرون    | فیلم تلویزیونی                    |
| ۲۰۱۷      | رژیم غذایی سانتا کلاریتا              | کول       | قسمت: «ما می‌توانیم مردم را بکشیم» |
| ۲۰۱۹      | پروژه کتاب آبی                        | هنری فولر | ۶ قسمت                            |
| ۲۰۱۹      | مأموران شیلد                          | پکس       | ۵ قسمت                            |